# Jan Nederburgh
Jan Nederburgh (Velsen, 25 april 1958) is een voormalige voetbalkeeper die speelde bij Telstar, FC Den Haag, Roda JC, PSV en AZ. Van 1999 tot 2011 was hij bij AZ de keeperstrainer, met een onderbreking in 2002 toen hij enige tijd keeperstrainer was van het Saoedi-Arabisch voetbalelftal. Landgenoot Gerard van der Lem trad daar toen op als bondscoach. Daarna was hij keeperstrainer en assistent bij Kayserispor (2011-2012), assistent bij Kasimpasa (2012-2015) en keeperstrainer bij Telstar (2016-2017). In het seizoen 2017/18 was hij keeperstrainer van Quick Boys. Hierna was hij in China actief bij Dalian Istar Hailongxing. In 2020 werd hij hoofdtrainer van RKVV Velsen in de Hoofdklasse.

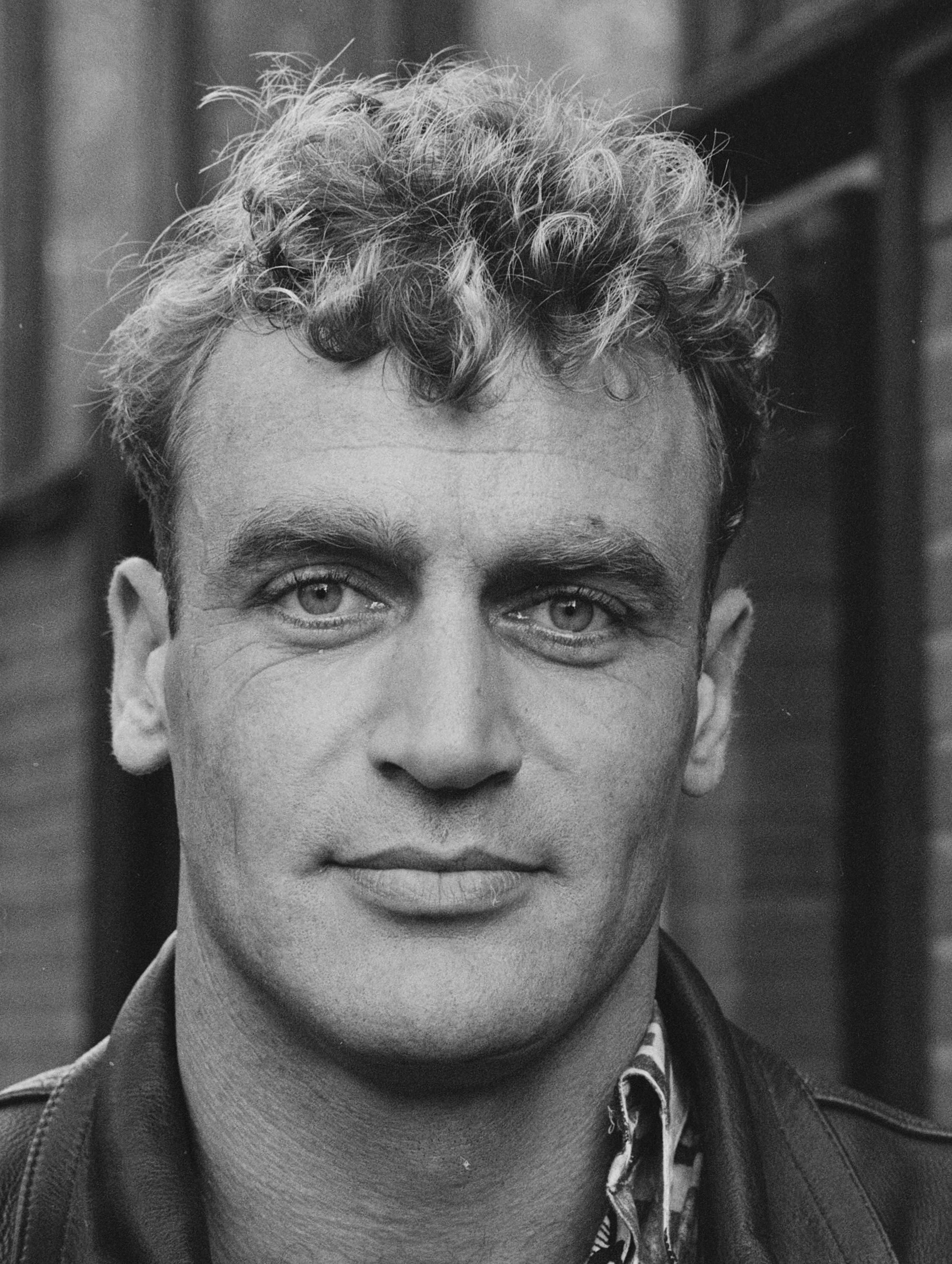
Jan Nederburgh, voetbalkeeper, in 1994